# Fisher (Illinois)
Fisher – wieś w Stanach Zjednoczonych, w stanie Illinois, w hrabstwie Champaign.